# La Sauvetat de Miramont
La Sauvetat de Dròt (en francès La Sauvetat-du-Dropt) és un municipi francès situat al departament d'Òlt i Garona i a la regió de la Nova Aquitània.

## Demografia
| 1962                                       | 1968 | 1975 | 1982 | 1990 | 1999 | 2007 |
| ------------------------------------------ | ---- | ---- | ---- | ---- | ---- | ---- |
| 538                                        | 541  | 496  | 474  | 463  | 465  | 587  |
| Des de 1962: població sense dobles comptes |      |      |      |      |      |      |

## Administració
| Període   | Identitat          | Partit |
| --------- | ------------------ | ------ |
| 1983-2008 | Gilbert Grannereau |        |
| 2008-     | Jean-Luc Gardeau   |        |